# 性別平等指數
性別平等指數（Gender Parity Index，GPI）是一個社會經濟指標，通常用來計算男性和女性獲得教育的相對機會。在最簡單的形式下，性別平等指數可以計算為某階段教育（如小學、中學等）的女性入學人數除以男性入學人數。國際組織利用性別平等指數評估發展中國家的進展。聯合國教科文組織統計研究院採用更廣泛的定義︰任何一個發展指標的性別平等指數均定義為該指標的女性數值除以男性數值。例如，該組織某些文件提及識字率的性別平等指數。
聯合國教科文組織嘗試消除小學和中學教育的性別差異，並強調女孩在第三世界國家不平等的苦況。